# Simon Gottlieb Zug

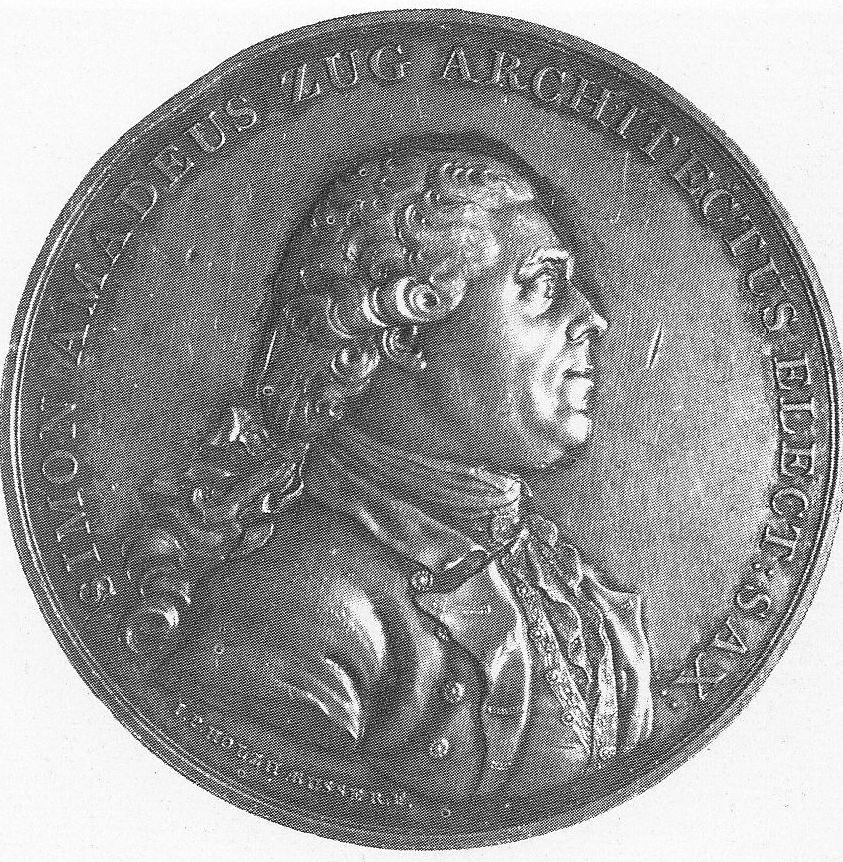
Darstellung Simon Gottlieb Zugs auf einer polnisch-litauischen Silbermünze von 1781

Simon Gottlieb Zug (polnisch Szymon Bogumił Zug, * 20. Februar 1733 in Merseburg; † 11. August 1807 in Warschau) war ein Architekt und Gartengestalter sächsischer Herkunft, der seit den Zeiten von König August III. in Polen tätig war.

## Leben
Zug gehört zu den bedeutendsten Architekten des polnischen Klassizismus. Er stammte aus dem wettinischen Merseburg und war zu Anfang seiner Laufbahn ab 1752 für das Bauamt des kurfürstlich-sächsischen Hofs in Dresden tätig. Als August III. zu Beginn des Siebenjährigen Kriegs nach Warschau umsiedelte, folgte ihm Zug 1756 und blieb auch nach dem Ende des Krieges in der polnischen Hauptstadt. 1768 erhielt er das Indigenat.

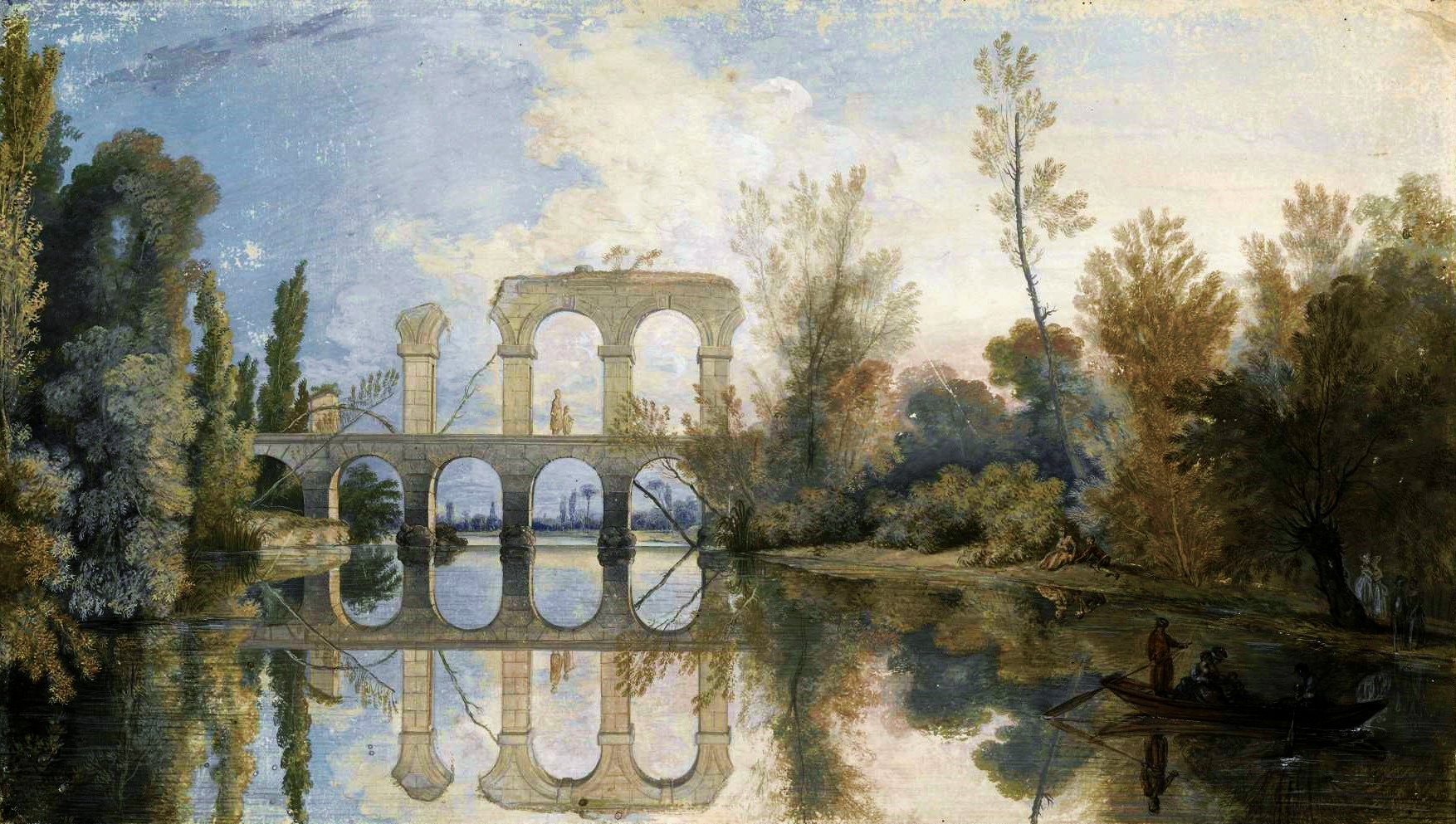
Jean-Pierre Norblin: Aquädukt (künstliche Ruine) in Arkadia, 1784.

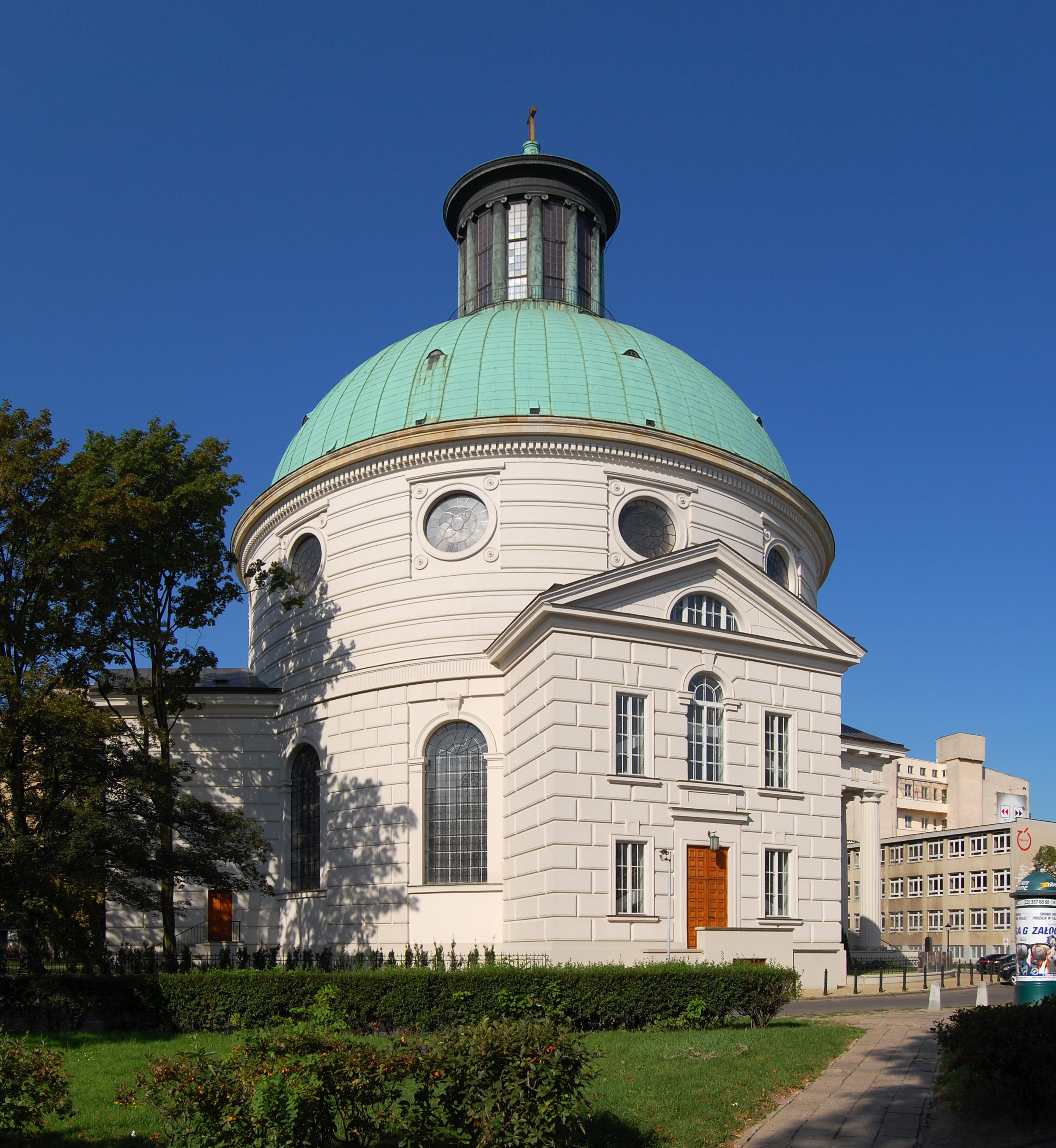
Dreifaltigkeitskirche in Warschau.

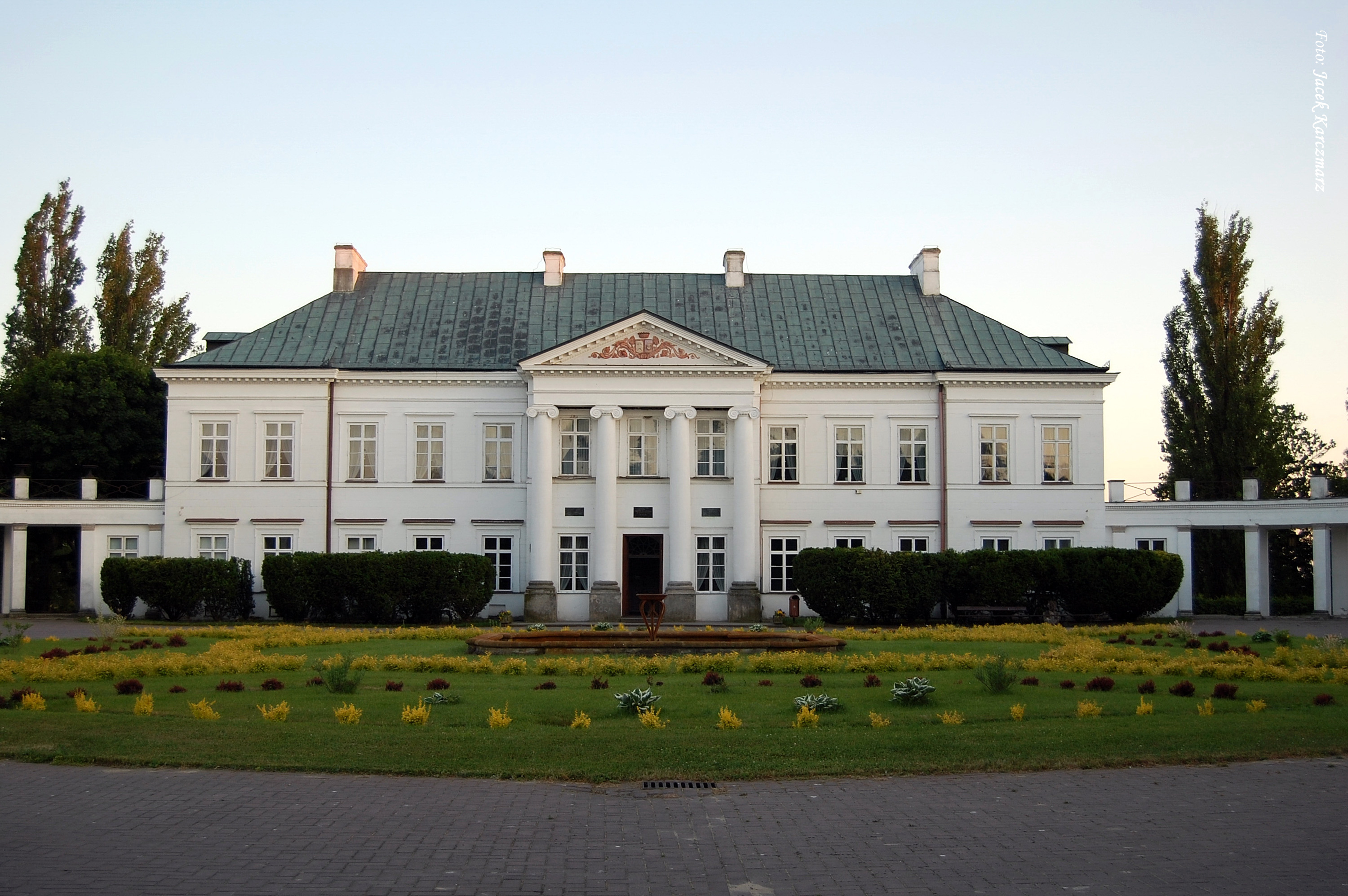
Jabłonowski-Palast in Kock.

Eines seiner bekanntesten Werke ist der romantische Landschaftsgarten Arkadia bei Schloss Nieborów, den er zwischen 1778 und 1798 für Helena Radziwiłłowa schuf.

## Werke
- Schlösschen Antons, 1754
- Gartenanlage in Młociny, seit 1760
- Umbau des Potocki-Palasts in Warschau, 1760–1762
- Szaniawski-Palast, 1762–1764
- Umbauten am Palast zu den vier Winden, 1769–1771 und 1784
- Palast von Anna Jabłonowska in Kock auf den Grundmauern des Firlejów-Palasts, 1770
- Poniatowski-Palast, 1772
- Gartenanlage in Solec, seit 1772
- Evangelisch-Augsburgischer Friedhof in Warschau, seit 1772
- Gartenanlage in Mokotów, seit 1775
- Gartenanlage in na Książęcem, seit 1776
- Gebäudeumbau zur Kapelle des Alten Evangelischen Friedhofs in Warschau (heute  Warschauer Kammeroper), um 1776
- Chodkiewicz-Palast in der Warschauer Ulica Kościelna, vermutlich 1776
- De Nassau-Palast, 1777–1780
- Dreifaltigkeitskirche in Warschau, 1777–1782
- Landschaftsgarten Arkadia, seit 1779
- Gartenanlage in na Górze, seit 1779
- Park und Parkgebäude in Jabłonna, um 1780
- Fertigstellung des Primas-Palasts in Warschau, etwa zu Beginn der 1780er Jahre
- Handelshaus Rezler und Hurtig (auf dem Ehrenhof des Malachowski-Palasts), 1785
- Umbau des Schlosses in Młociny, 1786
- Umbau des Palasts in Falenty, ca. 1787
- Fertigstellung des Lelewel-Palasts (linkes Hofgebäude), nach 1787
- Palast in Międzyrzec Korecki, 1789
- Szuster-Palast in Warschau, Umgestaltung Ende des 18. Jahrhunderts
- Palast in Natolin
- Umbau des Arsenals in Warschau
- Säulensaal des Schlosses Łańcut
- Chinesischer Pavillon im Schlosspark von Puławy
- Gartenpavillon anstelle des späteren Palasts zur Artischocke in Warschau
- Brunnengebäude Gruba Kaśka in Warschau